# Cyganskoe sčast'e
Cyganskoe sčast'e (Цыганское счастье) è un film del 1981 diretto da Sergej Nikonenko.

## Trama
Il film racconta di una zingara di nome Marija, che ha un figlio, Saška, con il quale si stabilisce nel villaggio. Lì Saša trova amici e amore.